# مونیکا مایر
مونیکا مایر (به انگلیسی: Monika Meyer) (زاده ۲۳ ژوئن ۱۹۷۲ در برلین) مهاجم فوتبال بازنشسته آلمانی است. وی ۵ گل را در ۲۷ بازی بین سال‌های ۱۹۹۷ تا ۱۹۹۹ برای تیم ملی فوتبال زنان آلمان به ثمر رساند.